# Santiago Salcedo
Santiago Salcedo (ur. 6 września 1981) – paragwajski piłkarz, reprezentant kraju. Obecnie występuje w Libertad.

## Kariera reprezentacyjna
W reprezentacji Paragwaju zadebiutował w 2003. W reprezentacji Paragwaju występował w latach 2003-2012. W sumie w reprezentacji wystąpił w 4 spotkaniach.

## Statystyki
| Reprezentacja Paragwaju | Reprezentacja Paragwaju | Reprezentacja Paragwaju |
| Rok                     | Mecze                   | Gole                    |
| ----------------------- | ----------------------- | ----------------------- |
| 2003                    | 1                       | 0                       |
| 2005                    | 2                       | 0                       |
| 2012                    | 1                       | 0                       |
| Razem                   | 4                       | 0                       |